# بي أف-592379
بي أف-592,379 (بالإنجليزية: PF-592,379)‏ هو دواء طورته فايزر وهو ناهض قوي وانتقائي لمستقبل الدوبامين D3. الدواء تحت الدراسة بسبب احتمال فعاليته في علاج العجز الجنسي عن النساء وضعف الانتصاب عند الرجال. بخلاف ناهضات مستقبل الدوبامين د3 الانتقائية الأخرى، لم تظخر هذه المادة سوء استخدام محتمل.